# SG Eltmann
Die SG Eltmann ist ein Sportverein aus Eltmann in Unterfranken.
Bekannt wurde der Verein durch seine Volleyball-Männermannschaft, die SG Eschenbacher Eltmann, welche von 2003 bis 2009 in der ersten Volleyball-Bundesliga spielte. Nachdem die Profilizenz im Jahr 2009 an den VC Franken gegangen war, entschied sich die Volleyballabteilung im Mai 2010 den Hauptverein zu verlassen und einen eigenen Verein, den VC Eltmann zu gründen.
Der Verein besteht seitdem aus den Abteilungen Fußball, Judo, Kegeln, Faustball, Leichtathletik und Turnen.

## Abteilung Fußball
Die Fußballabteilung der SG Eltmann bietet schon seit vielen Jahren die Möglichkeit sowohl im Senioren- als auch im Juniorenbereich aktiv Fußball zu spielen.

## Geschichte Volleyball

### Volleyball Männerteam (Stand: Saison 2008/09)
Der Kader der Saison 2008/09 umfasste 12 Spieler. Sieben Abgängen standen sechs Zugänge gegenüber.
Chef-Trainer war seit 2000 Milan Marić, der zuvor verschiedene Vereine im Ausland betreute. Seine beiden Assistenz-Trainer waren Tado Lehmann und Cornel Closca. Die Ärzte Andreas Först und Luitgard Jensen sowie der Physiotherapeut Franz-Josef Zeiß sorgten für die medizinische Betreuung. Die Gesamtkoordination lag in den Händen von Rolf Werner, welcher auch die Sponsorenbetreuung übernimmt. Präsident des Gesamtvereins und Geschäftsführer der im April 2008 gegründeten Volleyball-Eltmann GmbH war Peter Knieling. Die Leitung der Volleyball-Abteilung übernahm daraufhin Jan-Peter Solveen. Als Manager war seit September 2008 Ralf Väth tätig, der bisherige Manager Bernd Hummernbrum, der eine zusätzliche Aufgabe übernahm hat, blieb der SG Eschenbacher Eltmann aber als Berater erhalten. Bernhard Wegmann war in der Funktion als Team-Manager tätig. Für die Pressebetreuung war Volker Hensel zuständig.
| Name                    | Nr. | Nation      | Größe  | Geburtsdatum  | Position |
| ----------------------- | --- | ----------- | ------ | ------------- | -------- |
| Brett Alderman          | 9   | Australien  | 1,91 m | 27. Feb. 1979 | Z        |
| René Bahlburg           | 3   | Deutschland | 1,98 m | 9. Juni 1988  | AA       |
| Lukas Bauer             | 5   | Deutschland | 2,00 m | 26. Feb. 1989 | MB       |
| Philipp Daniel de Salvo | 4   | Australien  | 1,82 m | 11. März 1985 | L        |
| Huib den Boer           | 12  | Niederlande | 1,92 m | 11. Nov. 1981 | Z        |
| Andras Geiger           | 1   | Ungarn      | 1,93 m | 14. Sep. 1978 | AA       |
| Christian Nowak         | 2   | Deutschland | 2,00 m | 29. Juni 1979 | MB       |
| Oliver Staab            | 6   | Deutschland | 1,99 m | 11. Nov. 1987 | D        |
| Falko Steinke           | 10  | Deutschland | 2,05 m | 26. März 1985 | D        |
| Florian Tafelmayer      | 7   | Deutschland | 1,86 m | 3. März 1989  | AA       |
| Henri Tuomi             | 8   | Finnland    | 1,96 m | 14. Dez. 1982 | MB       |
| Timo Wilhelm            | 11  | Deutschland | 1,91 m | 2. Apr. 1986  | AA       |

Positionen: AA = Annahme/Außen, D = Diagonal, L = Libero, MB = Mittelblock, Z = Zuspiel

### Bundesliga
Die SG Eschenbacher Eltmann spielte von 2003 bis 2009 in der Bundesliga und etablierte sich durch mehrere Teilnahmen an den Play-offs. In der Saison 2007/08 erreichten die Franken den siebten Platz. Nach der Insolvenz des Vereins in der Saison 2008/09 entschied man sich den Mannschaftsstandort von der Kleinstadt Eltmann ins größere Bamberg zu verlegen. Dazu wurde in Bamberg der VC Franken gegründet, an welchen die Spielrechte der SG Eltmann übertragen wurden.

### DVV-Pokal
Eltmann kam im DVV-Pokal mehrmals ins Viertelfinale. In der Saison 2006/07 schied die SG im Achtelfinale gegen den Moerser SC aus. In der Saison 2007/08 gelang Eltmann durch Siege gegen Netzhoppers Königs Wusterhausen (3:1) und Generali Haching (3:0) mit der Qualifikation für das Halbfinale der größte Erfolg. Dort unterlag man jedoch evivo Düren mit 0:3.

### Europa-Pokal
Nach der besten Platzierung in der Saison 2005/06 (Platz 4) sicherte sich Eltmann die Teilnahme am CEV-Pokal. Hier schied das Team im Januar 2007 trotz zweier Siege mit einem zweiten Platz beim Turnier im ungarischen Kecskemét aus.

### Spielstätte
Die Heimspiele wurden in der Georg-Schäfer-Halle in Eltmann ausgetragen. Die Sporthalle hat eine Kapazität von rund 1500 Zuschauern. Die durchschnittliche Zuschauerzahl bei den Heimspielen lag bei rund 1000 Besuchern.